# قصر الريسوني
قصر الريسوني أو قصر الثقافة يقع بالجانب الغربي من مدينة أصيلة تأسس سنة 1905 ويتمتع بإطلالة فريدة على المحيط الأطلسي كما أنه يشكل نموذجا فذا للنمط المعماري المغربي المتطور خلال أوائل القرن التاسع عشر.

## تاريخه
قام الثائر أحمد الريسوني باختطاف أميرة إنجليزية ليبني بمقابل إطلاق سراحها القصر، وتم تمويل البناء من مصاريف الفدية، كما يشاع أن الأميرة الإنجليزية قد أغرمت به.
أصبح القصر معلمة وتحفة فنية على مستوى المعمار، ومزارا دائماً للسياح والمقيمين.
ويذكر المؤرخون أن الريسوني كان جلب أمهر الصناع التقليديين في مختلف تخصصات الصنعة التقليدية، كالنقش على الخشب والجبس وصناعة الزليج الأندلسي لبناء قصره، الذي انتهى لوحة فنية معمارية جميلة تثير إعجاب الناظرين.

### الوقت الحاضر
أصبح قصر الريسوني معداً لاستقبال شتى التظاهرات الفنية والثقافية، فقد تمت المحافظة له على دفء الأثاث وجمالية الديكور التي تجعله عامراً كما كل القصور والبنايات الباذخة، من خلال صالونات مؤثثة وفق تقاليد التأثيث المغربي، وفي تناسق تام مع الإطار المعماري للبناية.
أعيد افتتاح القصر بتاريخ 7 أغسطس 1998، بعد أن أعيد ترميمه وتوسيع مرافقه، بأريحية من الأمير بندر بن سلطان بن عبد العزيز آل سعود، ليكون ملتقى للثقافات العربية والإسلامية مع ثقافات الشعوب والحضارات الأخرى، ومنبراً للرأي الحر والحوار الخلاق ومقراً يستضيف رجال الفكر والعلم والإبداع وتشرف على القصر مؤسسة منتدى أصيلة.

## عمارته وأقسامه
يتميز قصر الريسوني بالأسقف الرائعة والأعمدة الرخامية، كما يشكل الفناء، الذي يتوسطه محوراً مركزياً للبناية، حيث تنفتح على فضاء مريح، يتحول، في نفس الآن، إلى مصدر إضاءة بالنسبة لباقي مرافق البناية، بحيث يلعب دور المتنفس للمكان، مع استخدامه لاستقبال العديد من الأنشطة الثقافية.
ينفتح الفناء على صالات مزينة بالزليج الذي يتناسق مع سقف مزين بخشب منقوش وفق تقاليد الصنعة والمعمار التقليدي المغربي الأندلسي، والذي يشابه قصور بني مرين ودور الضيافة، التي ما زالت تزين مدنا مغربية عديدة كمراكش وفاس والرباط.
يتميز الجانب الزخرفي للقصر، والذي يعد من أبرز سمات فن المعمار المغربي، بحيث ينعكس عبر شكل الأبواب والشرفات المنفتحة على الفناء، وكذا زليجه وطريقة نقشه، تطبيقاً مرهفاً ونقلاً باذخاً للذاكرة الحضارية للمغرب.
ينتظم الزليج، في قصر الريسوني، كقطع هندسية ملونة بأشكال لا حصر لها، تزين جدرانه الداخلية وأرضياته، في تناسق مع الجبس والخشب المنقوش.

## معرض صور

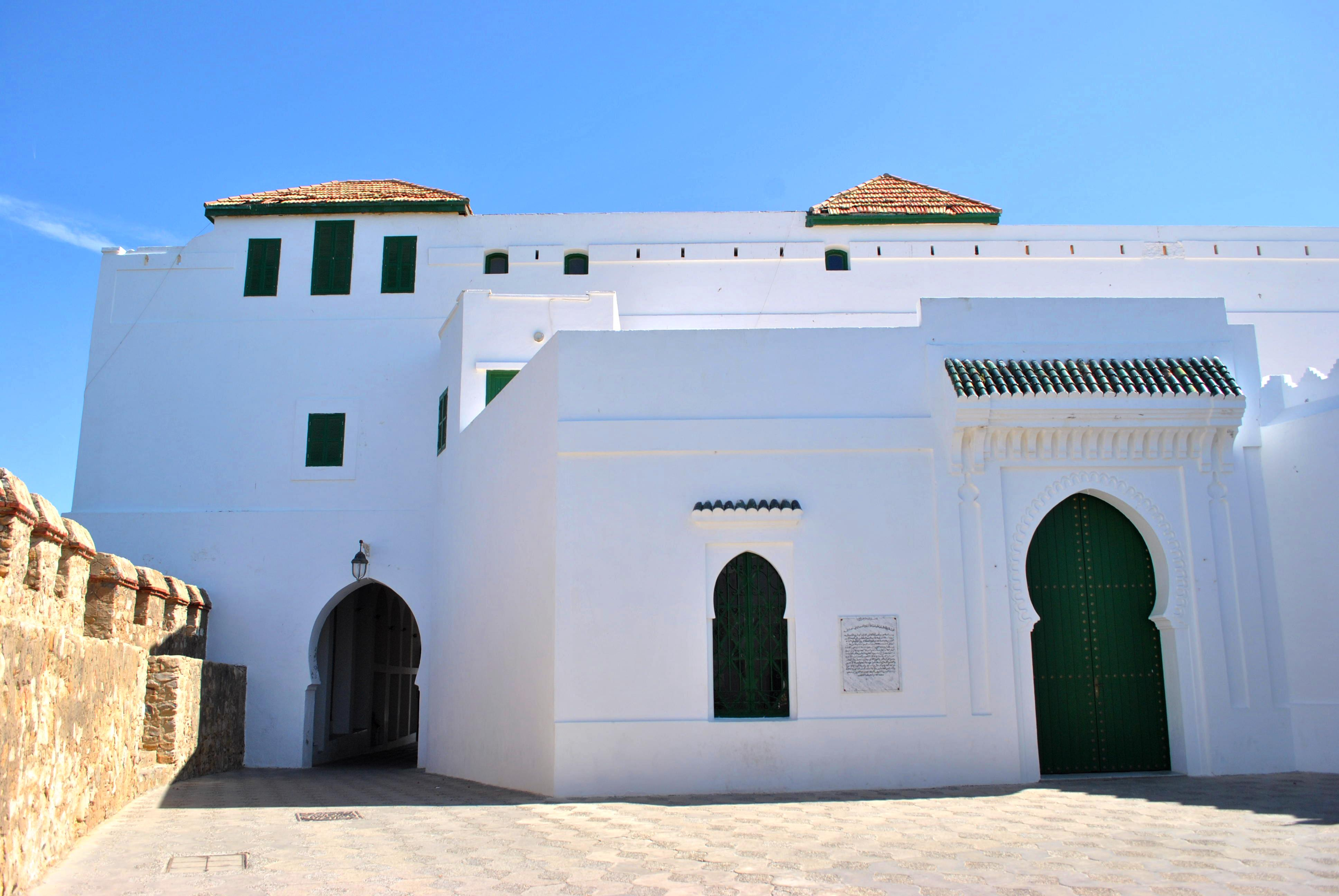

## وصلات خارجية
- VISITER ASILAH, BELLE ET TRANQUILLE VILLE BALNÉAIRE DU MAROC
- RAISSOUNI PALACE – HISTORICAL BUILDING BUILT BY THE PIRATE, PASHA RAISSOUNI